# Адхарма
Адха́рма — санскритский термин, который можно перевести как «неправедность», «греховность» или «аморальность». Используется в философских учениях дхармических религий, в особенности в индуизме и буддизме. Является антонимом дхармы. Также имеет такие значения, как «неправильный», «плохой», «порок» и т. п. Кришна говорит в «Бхагавад-гите», что всякий раз, когда дхарма приходит в упадок и воцаряется адхарма, он нисходит в этот мир в виде аватары с целью освободить праведников и уничтожить злодеев.
В символике индийской позднейшей мифологии выражается через Адхарму («порок») — отца Лобхи («жадное желание»), женатого на Никрти («обман»).